# Josep Massó Vidal
Josep Massó Vidal (Reus, 21 de gener de 1922 - finals del 2004) va ser un fotògraf i industrial català.
Era fill de Josep Massó Sendrós, industrial de Reus i de Carme Vidal Martí, també de Reus. Va continuar la direcció de la fàbrica de licors que va fundar el seu pare l'any 1910, i que elaborava diversos productes alcohòlics amb fórmules pròpies. Alguns dels més coneguts eren el «Chantecler», l'«Adalid» i l'«Ekatán», que principalment eren destinats a l'exportació.
Va ser un dels pioners del grup fotogràfic reusenc de la postguerra. Dedicat a l'excursionisme científic, era  secretari de la secció fotogràfica de l'Associació Excursionista de Reus l'any 1948, va fer innumerables fotografies de muntanya, i també del món rural i de la pagesia del Camp. També va fotografiar nombroses escenes de carrer, i va visitar assíduament el Monestir de Poblet, on va conèixer al famós fotògraf José Ortiz Echagüe, amb qui va fer amistat. Va organitzar diverses exposicions de fotògrafs estatals i internacionals, i va exposar les seves obres amb freqüència. La seva amistat amb fotògrafs francesos algunes obres seves il·lustren un volum sobre els Pirineus de l'editorial Artaud de París. Va publicar articles sobre fotografia i muntanya a la Miscel·lània Muntanyenca, revista de l'Associació Excursionista de Reus, entre els anys 1958 i 1977. L'any 1986 va rebre un homenatge en motiu dels 25 anys de l'Agrupació Fotogràfica de Reus, i a la Primavera Fotogràfica de Catalunya en va rebre un altre per la qualitat i innovació de les seves fotografies. El seu arxiu, de milers de fotografies classificades, és al Centre de la Imatge Mas d'Iglésies.
La fàbrica de licors del seu pare va deixar de produir, i l'any 2003 Josep Massó Vidal, va arribar a un acord amb l'Ajuntament de Reus per cedir en lloguer la nau annexa a la fàbrica. Al poc temps, es va signar un contracte que lligava tant l'Ajuntament, a través l'Institut Municipal de Museus, com a la propietat per tal de convertir-lo en centre d'art públic. La mort accidental de Josep Massó Vidal a finals de l'any 2004 va propiciar una permuta amb els seus hereus que va permetre a la ciutat de comprar la propietat de la finca i iniciar-ne la rehabilitació. Actualment és el Centre d'Art Cal Massó.